# Żółw pawiooki
Żółw pawiooki, morenia pawiooka (Morenia ocellata) – gatunek gada z rodziny batagurowatych (Geoemydidae). Występuje w wodach Mjanmy, być może także na przyległym obszarze południowych Chin (prowincji Junnan). Jest zagrożony wyginięciem.

## Wygląd
Brązowy karapaks z czarnożółtymi plamami, plastron żółty, ciało szare, na głowie żółte plamy.
Średnie wymiary
- Długość karapaksu – do 15 cm u samców, do 23,9 cm u samic[4].

## Pożywienie
Roślinożerny.

## Ochrona
Gatunek ten jest wymieniony w aneksie A Rozporządzenia Rady (WE) Nr 338/97 oraz w załączniku I konwencji CITES.